# 王子村 (和歌山県)
王子村（おうじむら）は、和歌山県那賀郡にあった村。現在の紀の川市の北東部、紀の川の右岸、和歌山線・名手駅の西側一帯にあたる。

## 地理
- 河川：紀の川、名手川

## 歴史
- 1889年（明治22年）4月1日 - 町村制の施行により、名手西野村・後田村・池田垣内村・西ノ芝村・東野村・井田村および粉河村の一部（飛地）の区域をもって発足。
- 1955年（昭和30年）7月1日 - 分割し、一部（大字東野・井田）が粉河町に編入、残部（大字名手西野・後田・池田垣内・西ノ芝）が上名手村・狩宿村・麻生津村・名手町と合併して那賀町が発足。同日王子村廃止。

## 交通

### 鉄道路線
村域を日本国有鉄道の和歌山線が通過したが、駅は所在しなかった。名手駅の敷地の一部が所在。
- 国道24号